# Dana Murzyn
Dana Trevor Murzyn (* 9. prosince 1966 Calgary, Alberta) je bývalý kanadský hokejový obránce.

## Hráčská kariéra
Dana Murzyn se narodil v Calgary, v mládí hrál za Calgary Royals a Calgary Spurs v Alberta Junior Hockey League. V rovr 1983 přešel k týmu Calgary Wranglers hrající nejvyšší juniorskou ligu v regionu Western Hockey League. Za Wranglers hrál dvě sezóny, v sezóně 1984-85 zaznamenal 92 bodů v 72 zápasech a byl jmenován do prvního All-Star Týmu WHL (Východ). V roce 1985 byl vybrán ve vstupním draftu NHL jako pátý v celkovém pořadí týmem Hartford Whalers.
Murzyn se okamžitě etabloval v National Hockey League, jako nováček odehrál za Whalers 78 zápasů a následně byl vybrán do All-Rookie Týmu NHL. Za Hartford odehrál jen necelé dva a půl roku, než byl v lednu 1988 vyměněn do Calgary Flames spolu s kanadským útočníkem Shanem Churlou a vrátil se tak do svého rodného města. Na oplátku Whalers získali amerického obránce Neila Sheehyho, kanadskému útočníka Careyho Wilsona a práva na amerického útočníka Lanea MacDonalda. Na konci své první kompletní sezóny v Calgary vyhrál s Flames v roce 1989 Stanley Cup. Jediný hattrick, který vstřelil v NHL byl za tým Calgary Flames, 22. února 1990 v zápase proti Toronto Maple Leafs nejprve zvýšil skore zápasu na 5:0 a vyhnal z brány Jeffa Reeseho, na jeho místo nastoupil náhradní brankář Allan Bester, který byl jednička Maple Leafs. O dvě a půl minuty později zvyšuje Murzyn na 7:0 a v poslední třetině v čase 57:23	vstřelil třetí gól. Zápas skončil vítězstvím Calgary Flames 12:2, nejproduktivnějším hráčem zápasu se stal spoluhráč Joe Mullen (3+2)
O rok a půl později, v březnu 1991, ho Flames vyměnili do Vancouveru Canucks za kanadského útočníka Ronnieho Sterna obránce a Kevana Guye. Murzyn pak strávil více než osm let ve Vancouveru, tedy většinu své kariéry v NHL. V roce 1994 se také dostal do finále Stanley Cupu s Canucks, v rozhodujícím sedmém zápase prohrál Vancouver Canucks nad New York Rangers 2:3. Poté, co vynechal většinu sezóny 1997-98 kvůli zranění kolene, v následujícím roce hrál na farmě Canucks v Syracuse Crunch v American Hockey League, po sezóně 1998-99 ukončil kariéru. Celkem Murzyn odehrál v NHL přes 900 zápasů a zaznamenal 223 bodů. V roce 2011 byl součástí Alumni Game na NHL Heritage Classic.

## Ocenění a úspěchy
- 1985 WHL – Východní první All-Star Tým
- 1986 NHL – All-Rookie Tým

## Prvenství
- Debut v NHL – 10. října 1985 (Buffalo Sabres proti Hartford Whalers)
- První asistence v NHL – 12. října 1985 (Hartford Whalers proti New York Rangers)
- První gól v NHL – 29. října 1985 (Pittsburgh Penguins proti Hartford Whalers, kanadskému brankáři Gilles Meloche)
- První hattrick v NHL – 22. února 1990 (Calgary Flames proti Toronto Maple Leafs)

## Klubová statistika
| Sezóna       | Klub              | Soutěž       |     | Základní část | Základní část | Základní část | Základní část | Základní část |   | Play off | Play off | Play off | Play off | Play off |
| Sezóna       | Klub              | Soutěž       | Z   | G             | A             | B             | TM            | Z             | G | A        | B        | TM       |          |          |
| 1982–83      | Calgary Spurs     | AJHL         | 34  | 7             | 20            | 27            | 78            | —             | — | —        | —        | —        |          |          |
| 1982–83      | Calgary Wranglers | WHL          | 3   | 1             | 0             | 1             | 18            | 10            | 0 | 3        | 3        | 31       |          |          |
| 1983–84      | Calgary Wranglers | WHL          | 65  | 11            | 20            | 31            | 135           | 2             | 0 | 0        | 0        | 10       |          |          |
| 1984–85      | Calgary Wranglers | WHL          | 72  | 32            | 60            | 92            | 233           | 8             | 1 | 11       | 12       | 16       |          |          |
| 1985–86      | Hartford Whalers  | NHL          | 78  | 3             | 23            | 26            | 125           | 4             | 0 | 0        | 0        | 10       |          |          |
| 1986–87      | Hartford Whalers  | NHL          | 74  | 9             | 19            | 28            | 95            | 6             | 2 | 1        | 3        | 29       |          |          |
| 1987–88      | Hartford Whalers  | NHL          | 33  | 1             | 6             | 7             | 45            | —             | — | —        | —        | —        |          |          |
| 1987–88      | Calgary Flames    | NHL          | 41  | 6             | 5             | 11            | 94            | 5             | 2 | 0        | 2        | 13       |          |          |
| 1988–89      | Calgary Flames    | NHL          | 63  | 3             | 19            | 22            | 142           | 21            | 0 | 3        | 3        | 20       |          |          |
| 1989–90      | Calgary Flames    | NHL          | 78  | 7             | 13            | 20            | 140           | 6             | 2 | 2        | 4        | 2        |          |          |
| 1990–91      | Calgary Flames    | NHL          | 19  | 0             | 2             | 2             | 30            | —             | — | —        | —        | —        |          |          |
| 1990–91      | Vancouver Canucks | NHL          | 10  | 1             | 0             | 1             | 8             | 6             | 0 | 1        | 1        | 8        |          |          |
| 1991–92      | Vancouver Canucks | NHL          | 70  | 3             | 11            | 14            | 147           | 1             | 0 | 0        | 0        | 15       |          |          |
| 1992–93      | Vancouver Canucks | NHL          | 79  | 5             | 11            | 16            | 196           | 12            | 3 | 2        | 5        | 18       |          |          |
| 1993–94      | Vancouver Canucks | NHL          | 80  | 6             | 14            | 20            | 109           | 7             | 0 | 0        | 0        | 4        |          |          |
| 1994–95      | Vancouver Canucks | NHL          | 40  | 0             | 8             | 8             | 129           | 8             | 0 | 1        | 1        | 22       |          |          |
| 1995–96      | Vancouver Canucks | NHL          | 69  | 2             | 10            | 12            | 130           | 6             | 0 | 0        | 0        | 25       |          |          |
| 1996–97      | Vancouver Canucks | NHL          | 61  | 1             | 7             | 8             | 118           | —             | — | —        | —        | —        |          |          |
| 1997–98      | Vancouver Canucks | NHL          | 31  | 5             | 2             | 7             | 42            | —             | — | —        | —        | —        |          |          |
| 1998–99      | Vancouver Canucks | NHL          | 12  | 0             | 2             | 2             | 21            | —             | — | —        | —        | —        |          |          |
| 1998–99      | Syracuse Crunch   | AHL          | 20  | 2             | 4             | 6             | 37            | —             | — | —        | —        | —        |          |          |
| Celkem v NHL | Celkem v NHL      | Celkem v NHL | 838 | 52            | 152           | 204           | 1571          | 82            | 9 | 10       | 19       | 166      |          |          |